# معاینه سروگردن
معاینه سر و گردن (به انگلیسی: HEENT) زیرمجموعه‌ای از معاینه بالینی است. و عمدتاً شامل سر، چشم، گوش، بینی و گلو می‌شود.

## گام‌ها
- معاینه بالینی
  - بررسی زخم‌ها یا تغییرات پوستی
  - لمس و بررسی مفصل فکی گیجگاهی٬ غده تیروئید و غدد لنفاوی
  - دَق و پرکوسیون سینوس‌های پیشانی و دیگر سینوس‌ها برای کشف وجود درد احتمالی.
  - سمع یا شنود صداهای کاروتید.
- معاینه غیر بالینی و تخصصی
  - کنترل حرکت و درون چشم با افتالموسکوپ.
  - کنترل و بررسی وضعیت گوش و پرده صماخ به وسیلهٔ اتوسکوپ.